# Atemnus politus
Atemnus politus es una especie de arácnido del orden Pseudoscorpionida de la familia Atemnidae.

## Distribución geográfica
Se encuentra en Europa y en Afganistán.